# Lost City
Lost City – jednostka osadnicza w Stanach Zjednoczonych, w stanie Oklahoma, w hrabstwie Cherokee.
Zobacz też
- Lost City (meteoryt)